# Alfred Loose
Alfred Johannes Loose (* 15. August 1908 in Cöpenick, Kreis Teltow; † nach 1938) war ein deutscher Hitlerjugend-Führer.

## Leben und Wirken
Loose wurde 1908 in Köpenick bei Berlin als Sohn eines Stabsarztes geboren, der 1916 im Ersten Weltkrieg umkam. Nach dem Besuch des Realgymnasiums absolvierte Loose eine kaufmännische Lehre. Anschließend arbeitete er als Angestellter bei einer Berliner Treuhandgesellschaft. Seit seiner Jugend betätigte Loose sich in Kreisen der extremen politischen Rechten. Auf diesem Weg fand er Ende der 1920er Jahre Anschluss an die HJ. Zum 1. Juni 1931 trat er der NSDAP bei (Mitgliedsnummer 541.474). Von 1931 bis 1932 war Loose Berater für Jugendvolkfragen im HJ-Gebiet Groß-Berlin.
Im September 1932 wurde Loose als Nachfolger von Elmar Warning zum HJ-Gebietsführer von Berlin ernannt. Um 1933 wurde Loose von Baldur von Schirach mit der Leitung der Verwaltungsabteilung in der Reichsjugendführung betraut. In dieser Eigenschaft arbeitete er das Karteiwesen der HJ aus. Im Juni 1933 wurde er in den Rang eines HJ-Obergebietsführers erhoben.
Laut einem Bericht der Auslands-SPD (Sopade) wurde Loose am 15. Juni 1934 durch Schirach seines Amtes enthoben, da er sich ohne Genehmigung des Reichsjugendführers ein Gehalt von 1000 RM pro Monat und seinen Freunden ähnlich hohe Gehälter gezahlt hatte. Nach einer anderen Quelle (Kathrin Kollmeier) wurde Loose anschließend unter Vermerk in der Warnkartei der NSDAP aus der HJ und der Partei ausgeschlossen und in ein Konzentrationslager eingewiesen.